# Потала
Потала (тиб.: པོ་ཏ་ལ, кит. 布达拉宫) e дворец и будистки храмов комплекс в тибетския град Лхаса.
Строителството му започва тибетски владетел отпреди 1300 години първоначално като павилион за медитация, а по времето на петия Далай Лама през 17 век от християнската ера павилионът е значително разширен. Централната част на сегашната сграда, висока колкото тринайсететажно здание, е построена по негово нареждане, но докато лежал на смъртния си одър, постройката била издигната едва до втория етаж. Когато Далай Лама усетил, че наближава мигът на смъртта му, той наредил на своя министър-председател да запази кончината му в тайна, защото се опасявал, че ако вестта се разчуе, строителството на сградата ще спре. Министър-председателят намерил монах, който имал физическа прилика с Далай Лама, и успял да крие истината тринайсет години до приключването на строежа.
В централната част на сградата се намирали големите зали за церемониите, около трийсет и пет богато украсени и гравирани светилища, четири уединени стаи за медитация и гробните ступи на седмина Далай Лама – някои високи около девет метра и покрити с масивно злато и със скъпоценни камъни.
В западното крило на сградата, строено по-късно, са живеели 175 монаси, а в източното крило се помещавали правителствените канцеларии, училище за монашеските служители и залите за заседанията на Държавното събрание – парламента на Тибет.
Преди китайското нахлуване в Тибет през 1959 г. е основна резиденция на Далай Лама. След като принудително напуска страната, Далай Лама получава политическо убежище в Индия (Дхарамсала).
Дворецът Потала е част от Историческия ансамбъл на двореца Потала, който е включен в списъка на Световното наследство на ЮНЕСКО.
Разположен е на висок хълм над града. Общата площ на дворцовия комплекс е 360 хиляди квадратни метра.
- Потала